# Laura de San Eutimio
La laura de San Eutimio (en árabe: خان الأحمر‎ Khan el-Ahmar(i) «caravanserai rojo») fue una laura situada a proximidad del actual asentamiento israelí de Ma'ale Adumim, en Cisjordania. Construida por San Eutimio el Grande (377–473) en el 420, tras su abandono definitivo en el siglo XIII fue reconvertida en caravasar y pasó a ser conocida como Khan el-Ahmar, el Caravasar rojo (khan es la palabra de origen persa utilizada para designar una posada o caravasar).
No debe ser confundida con el cercano Khan al-Hatruri, más conocido como la Posada del Buen Samaritano, que a veces también ha sido llamado Khan al-Ahmar.

## Laura

### Época de San Eutimio (428-473)
La iglesia fue consagrada por Juvenal, Obispo de Jerusalén, el 7 de mayo del 428. La laura o lavra es un conjunto de celdas para eremitas dispuestas en torno a una iglesia, se estableció en Adumim, a medio camino entre Jericó y Jerusalén, y se basó en el diseño de la Laura de Parán, con celdas pequeñas. Este dato encajaría con la hagiografía del fundador, en la que se cuenta que Eutimio (también conocido como Eutimio de Armenia Inferior) vivió sus primeros años como monje en Tierra Santa (406-11) en Parán.

### Período bizantino posterior a Eutimio
Tras la muerte de Eutimio el 20 de enero del 473, la iglesia fue convertida en refectorio y se construyeron encima de ella una nueva iglesia y un cenobio. El cenobio era el área donde los monjes novicios solían recibir formación antes de ingresar en las lauras sabaítas, es decir, aquellas que seguían la tradición de la Mar Saba o Gran Laura de San Sabas. La nueva iglesia fue consagrada por Martirio, Patriarca de Jerusalén, en el 482 y el lugar pasó a ser conocido desde entonces como el Monasterio de San Eutimio. La Laura, destruida por un terremoto en el 660, fue reconstruida manteniendo su aspecto originario.

### Época de las Cruzadas
En 1106 el higúmeno Daniel dejó constancia de que "al este de la Laura de San Sabas, justo detrás de la montaña, se encuentra el Monasterio de San Eutimio, a tres verstas de distancia, y allí yace San Eutimio, y muchos otros santos padres yacen allí, y sus cuerpos se conservan como los de las personas vivas. Hay un pequeño monasterio en un lugar elevado y, a su alrededor, algunas peñas rocosas a cierta distancia. El monasterio cuenta con un muro que lo rodea y una iglesia elevada. Y está muy cerca del Monasterio de San Teoctisto, bajando la montaña, tan solo a medio día a pie del Monasterio de Eutimio, y todo esto ha sido destruido ahora por los paganos".
El complejo monástico fue sometido a una gran restauración y a una reconstrucción en el siglo XII, durante la época de las cruzadas, pero finalmente fue abandonado en el siglo siguiente.

## Importancia de la Laura
La Laura de San Eutimio fue esencial en la promoción y organización del movimiento vinculado al Mar Sabas (vida monástica en el desierto) y fue fundamental para el desarrollo de la ortodoxia contraria al Concilio de Calcedonia y del miafisismo dentro del monacato de Palestina y de la Ortodoxia Oriental.

## Caravasar (Khan al-Ahmar)
Tras el abandono del monasterio en el siglo XIII, sus estructuras fueron reconvertidas durante el mismo siglo en una posada de viajeros, conocida como Khan al-Ahmar, un caravasar para los peregrinos musulmanes en el camino de Jerusalén a la Meca a través de Nabi Musa.

El reverendo inglés Haskett Smith, que guiaba a grupos de viajeros europeos por Palestina a finales del siglo XIX y que editó en 1892 el Manual para viajeros de Murray para Siria y Palestina. Escribió en una visita al Khan al-Ahmar, con un grupo de turistas que viajaba de Jerusalén a Jericó, en su cuaderno de viajes de 1906 Patrollers of Palestine:

La entrada era a través de un amplio arco en el lado más cercano a la carretera, y este arco se abría a un patio cubierto con dos arcos similares en el extremo opuesto y puertas que llevaban a las habitaciones a cada lado. Más allá del patio cubierto había un amplio espacio abierto, rodeado en tres de sus lados por las altas paredes del khan y delimitado en el cuarto por las habitaciones y el patio. Un hombre vestido a la manera local se encontraba en una de las esquinas del patio cubierto, preparando café sobre un brasero de carbón y cebando y preparando al mismo tiempo un narguile. Había varios de estos narguiles dispuestos en un estante cerca del brasero. El hombre era el dueño o, como es conocido por los nativos, el khanidjeh. Había unos pocos arrieros y otros viajeros en cuclillas o tumbados en el suelo del patio y algunos caballos y mulas amarrados en la plaza abierta.

## Acceso y turismo
El lugar se encuentra al este de Mishor Adumim, la zona industrial de Ma'ale Adumim, y puede visitarse.